# Fuentespalda
Fuentespalda (aragónul: Foz Espalda katalánul: Fontdespatla vagy Fontdespatlla, aragóniai spanyol nyelvjárásban: Fondespala) település Spanyolországban, Teruel tartományban. Fuentespalda Valderrobres, Peñarroya de Tastavins, Monroyo és Ráfales községekkel határos. Lakosainak száma 289 fő (2024).

## Népesség
A település népessége az utóbbi években az alábbiak szerint változott:
| Lakosok száma | 344  | 368  | 342  | 342  | 317  | 299  | 298  | 284  | 293  | 289  |
|               | 2001 | 2004 | 2007 | 2009 | 2012 | 2014 | 2017 | 2019 | 2022 | 2024 |